# 8370 Ванліндт
8370 Ванліндт (8370 Vanlindt) — астероїд головного поясу, відкритий 4 вересня 1991 року.
Тіссеранів параметр щодо Юпітера — 3,395.